# Angela McCluskey
Angela McCluskey (* 28. Februar 1960 in Glasgow; † 14. März 2024) war eine britische Sängerin und Songwriterin, die solo und in der Folk-Rock-Gruppe Wild Colonials aktiv war. Ferner trat sie für die Band Télépopmusik als Gastsängerin auf, unter anderem bei dem Lied Breathe, das in den USA in einem Mitsubishi-Werbespot verwendet wurde.

## Biografie
McCluskey wurde in Glasgow geboren. Sie arbeitete in London zunächst als Presseagentin, später in der Abteilung für Musikvideos bei EMI. 1991 zog sie nach Hollywood. Sie war mit Paul Cantelon verheiratet.

## Musikalisches Schaffen
1992 formierten McCluskey und ein Freund namens Shark die Band Wild Colonials. Schnell konnte die Gruppe das lokale wie auch nationale Interesse auf sich ziehen. Binnen eines Jahres gelangten sie so von ihrem Formierungsort, einem Irischen Pub namens Cafe Beckett, zu Geffen Records und bekamen dort einen Vertrag. Zur Folge hatte dies die zwei Alben Fruit of Life (1994) und This Can’t Be Life (1996) sowie ausgedehntes Touren. Im Jahr 2000 erschien die Songsammlung Reel Life, Vol. 1, 2007 dann die EP Life As We Know It, der erste von vier Teilen. Anstatt ein komplettes neues Album herauszugeben, entschied sich die Band dazu, das neue Album in vier Teile zu splitten.
Während dieser Zeit lieh McCluskey ihre Stimme einer Menge Film-Soundtracks, beteiligte sich an vielfältigen Projekten und arbeitete mit den unterschiedlichsten Künstlern zusammen, unter ihnen Dr. John, Cyndi Lauper, Deep Forest, Joe Henry, The The, Matt Johnson und Triptych. Mit letzteren nahm sie das 2000 veröffentlichte Coveralbum Curio auf. Später kam die bis zu ihrem Tod andauernde Zusammenarbeit mit der französischen Gruppe Télépopmusik hinzu.

### The Things We Do
Im Jahre 2001 begann McCluskey erstmals mit konkreten Arbeiten an ihrem Solo-Debüt, dem 2004 unter EMI veröffentlichten The Things We Do. Die Arbeit an den Texten sowie die Aufnahmen fanden in Manhattan und Schweden statt. Der Song Long Live I wurde drei Wochen nach 9/11 in einem Apartment in Tribeca, einen Stadtteil von Manhattan, aufgenommen. Der Mitschaffende Nathan Larson beschreibt das Album als “a record about sex, death, joy, fear, love, pain, and beauty, delivered by one of the most exquisite modern voices” (ein Album über Sex, Tod, Freude, Angst, Liebe, Schmerz und Schönheit, vorgetragen von einer der erlesensten zeitgenössischen Stimmen).

## Diskografie

### Solo

#### Singles und EPs
- 2002: Breathe (Télépopmusik featuring Angela McCluskey)
- 2003: Smile (Télépopmusik featuring Angela McCluskey)
- 2003: Love Can Damage Your Health (Télépopmusik featuring Angela McCluskey)
- 2004: It’s Been Done
- 2004: Angela McCluskey – EP
- 2006: Don’t Look Back (Télépopmusik featuring Angela McCluskey)
- 2008: Dream (Pampers/Unicef Commercial)
- 2009: Handle with Grace (Angela McCluskey featuring Télépopmusik)

#### Alben
- 2000: Curio
- 2004: The Things We Do
- 2009: You Could Start A Fight In An Empty House

### Wild Colonials

#### Singles und EPs
- 1994: Spark
- 1996: Charm
- 2006: Vicious Circle
- 2007: Life As We Know It – EP 1/4
- 2008: Christmas Is Quiet
- 2010: Life As We Know It – EP 2/4

#### Alben
- 1994: Fruit Of Life
- 1996: This Can’t Be Life
- 2000: Reel Life, Vol. 1